# NŠ Mura
Maillots
Actualités
Le NŠ Mura est un club slovène de football basé à Murska Sobota. Les couleurs mythiques du club sont le noir et le blanc. Ce club est fondé en 1924. la capacité du stade est de 3 527 places. 

## Historique

Logo du ND Mura 05

Le NK Mura est fondé en 1924. Après avoir évolué de nombreuses années dans le Championnat de Slovénie de football et avoir notamment remporté la Coupe de Slovénie de football en 1995, le club est en faillite en 2005. Après sept saisons en deuxième division sous le nom de ND Mura 05, il rejoint l'élite pour la saison 2012-2013. Le ND Mura 05 disparaît à son tour à l'issue de la saison. Un nouveau club, le NŠ Mura, est fondé ; il remporte une nouvelle Coupe de Slovénie en 2020, 25 ans après la première.
Le titre se décide lors de la dernière journée du Championnat de Slovénie de football 2020-2021 ; avec une victoire sur le score de 3 buts à 1 contre le NK Maribor, le NŠ Mura passe devant ces derniers en vertu des confrontations directes, remportant le premier titre de son histoire.

## Bilan sportif

### Palmarès
- Championnat de Slovénie (1)
  - Champion : 2021
  - Vice-champion : 1994, 1997 et 1998

- Coupe de Slovénie (2)
  - Vainqueur : 1995, 2020
  - Finaliste : 1994

- Supercoupe de Slovénie
  - Finaliste : 1995

### Bilan européen
Note : dans les résultats ci-dessous, le score du club est toujours donné en premier.
| Saison    | Compétition             | Tour              | Club                   | Domicile | Extérieur | Total             |
| --------- | ----------------------- | ----------------- | ---------------------- | -------- | --------- | ----------------- |
| 1994-1995 | Coupe UEFA              | Tour préliminaire | FC Aarau               | 0 - 1    | 0 - 1     | 0 - 2             |
| 1995-1996 | Coupe des coupes        | Tour préliminaire | Žalgiris Vilnius       | 2 - 1    | 0 - 2     | 2 - 3             |
| 1996-1997 | Coupe UEFA              | Premier tour Q    | FK Bečej               | 2 - 0    | 0 - 0     | 2 - 0             |
| 1996-1997 | Coupe UEFA              | Deuxième tour Q   | Lyngby BK              | 0 - 2    | 0 - 0     | 0 - 2             |
| 1998-1999 | Coupe UEFA              | Premier tour Q    | Daugava Riga           | 6 - 1    | 2 - 1     | 8 - 2             |
| 1998-1999 | Coupe UEFA              | Deuxième tour Q   | Silkeborg IF           | 0 - 0    | 0 - 2     | 0 - 2             |
| 2012-2013 | Ligue Europa            | Premier tour Q    | FK Bakou               | 2 - 0    | 0 - 0     | 2 - 5             |
| 2012-2013 | Ligue Europa            | Deuxième tour Q   | CSKA Sofia             | 0 - 0    | 1 - 1     | 1E - 1            |
| 2012-2013 | Ligue Europa            | Troisième tour Q  | Arsenal Kiev           | 0 - 2    | 3 - 0     | 3 - 2             |
| 2012-2013 | Ligue Europa            | Barrages Q        | Lazio Rome             | 0 - 2    | 1 - 3     | 1 - 5             |
| 2019-2020 | Ligue Europa            | Premier tour Q    | Maccabi Haïfa          | 2 - 3    | 0 - 2     | 2 - 5             |
| 2020-2021 | Ligue Europa            | Premier tour Q    | Nõmme Kalju            | N/A      | 4 - 0     | 4 - 0             |
| 2020-2021 | Ligue Europa            | Deuxième tour Q   | AGF Århus              | 3 - 1    | N/A       | 3 - 1             |
| 2020-2021 | Ligue Europa            | Troisième tour Q  | PSV Eindhoven          | 1 - 5    | N/A       | 1 - 5             |
| 2021-2022 | Ligue des champions     | Premier tour Q    | FK Shkëndija           | 5 - 0    | 1 - 0     | 6 - 0             |
| 2021-2022 | Ligue des champions     | Deuxième tour Q   | Ludogorets Razgrad     | 0 - 0    | 1 - 3     | 1 - 3             |
| 2021-2022 | Ligue Europa            | Troisième tour Q  | Žalgiris Vilnius       | 0 - 0    | 1 - 0     | 1 - 0             |
| 2021-2022 | Ligue Europa            | Barrages Q        | Sturm Graz             | 1 - 3    | 0 - 2     | 1 - 5             |
| 2021-2022 | Ligue Europa Conférence | Groupe G          | Tottenham Hotspur      | 2 - 1    | 1 - 5     | Quatrième         |
| 2021-2022 | Ligue Europa Conférence | Groupe G          | Stade rennais          | 1 - 2    | 0 - 1     | Quatrième         |
| 2021-2022 | Ligue Europa Conférence | Groupe G          | Vitesse Arnhem         | 0 - 2    | 1 - 3     | Quatrième         |
| 2022-2023 | Ligue Europa Conférence | Premier tour Q    | Sfîntul Gheorghe       | 2 - 1    | 2 - 1     | 4 - 1             |
| 2022-2023 | Ligue Europa Conférence | Deuxième tour Q   | St. Patrick's Athletic | 0 - 0 ap | 1 - 1     | 1 - 1 (5 - 6 tab) |

Légende
- Victoire ou qualification pour le tour suivant
- Match nul
- Défaite ou élimination de la compétition